# Epanadiplosis
La epanadiplosis (también epanalepsis, ciclo o redición), palabra griega que significa duplicación, es una figura retórica que consiste en repetir, al principio y final de una cláusula (una o varias oraciones), las mismas palabras, ya sea una o varias.
Algunos ejemplos:
| Verde que te quiero verde. / Verde viento. Verdes ramas. Federico García Lorca, Romance sonámbulo. ¡Preciosa, corre, Preciosa! / ¡Míralo por donde viene! Federico García Lorca, Preciosa y el aire. Vete, soldadito, vete / al lado de esa morena. El Quintado, romance tradicional. ¡Calma! —se recomendó mentalmente—. Calma. Rómulo Gallegos, Doña Bárbara. | Zarza es tu mano si la tiento, zarza, / ola tu cuerpo si lo alcanzo, ola. Miguel Hernández, El rayo que no cesa. Pasas llevando en tus ondas / palabras de amor, palabras. Gerardo Diego, Romance del Duero. Silencio de la noche, doloroso silencio / nocturno... Rubén Darío, Nocturno. |